# Mathieu-Guillaume-Thérèse Villenave
Mathieu-Guillaume-Thérèse Villenave, né le 13 avril 1762 à Saint-Félix de Caraman et mort le 16 mars 1846 à Nantes, est un homme de lettres, journaliste, avocat, bibliophile et collectionneur d'autographes français.

## Biographie
Frère aîné de sept autres enfants, il est d'abord destiné à l'état ecclésiastique. Doué pour les lettres, il monte à Paris où il devient précepteur et se lie d'amitié avec Germaine de Staël. Il quitte l'état ecclésiastique au début de la Révolution française et épouse, à Nantes, miss Tasset, une Française qui avait passé sa jeunesse à Londres ; ils ont eu deux enfants, Mélanie, poète et romancière, et Théodore, poète. Il exerce la profession d'avocat.
Vers le milieu de 1792, il accueille, un moment, dans sa maison nantaise, l'astronome et homme politique Bailly, avant que celui-ci ne soit arrêté un peu plus tard à Melun et envoyé à l'échafaud. En septembre 1793, Villenave et sa femme sont à leur tour arrêtés. Elle est enfermée au château de Luzancy, sur les bords du fleuve qui sert de théâtre aux exécutions de Carrier ; lui fait partie du convoi des 132 Nantais envoyés à Paris sous l'accusation d'opinions contre-révolutionnaires. Villenave en a fait un récit dans sa Relation du voyage de cent trente-deux Nantais ; ils manquent d'être fusillés à Ancenis et noyés à Angers, et un certain nombre meurent durant le voyage. Les survivants, jugés après la chute de Robespierre, sont acquittés par le Tribunal révolutionnaire. Redevenu avocat, il prend la défense des membres du comité révolutionnaire de Nantes, ainsi que de la plupart des chefs vendéens, dont le général Charette. 
Il abandonne cette profession, peu après, pour ne plus se consacrer qu'à la littérature. Sous l'Empire et la Restauration, il prend part à la rédaction de plusieurs journaux dont La Quotidienne et le Courrier français. Il traduit des auteurs latins, Ovide et Virgile. Par ailleurs, il détient une remarquable collection de livres et surtout d'autographes, en particulier de l'époque révolutionnaire. Il est un des premiers à avoir propagé le goût des autographes en France.
Après sa mort en 1846, sa collection a été dispersée ; une partie a été mise en vente (aux enchères) par sa fille Mélanie en 1865.

## Publications partielles

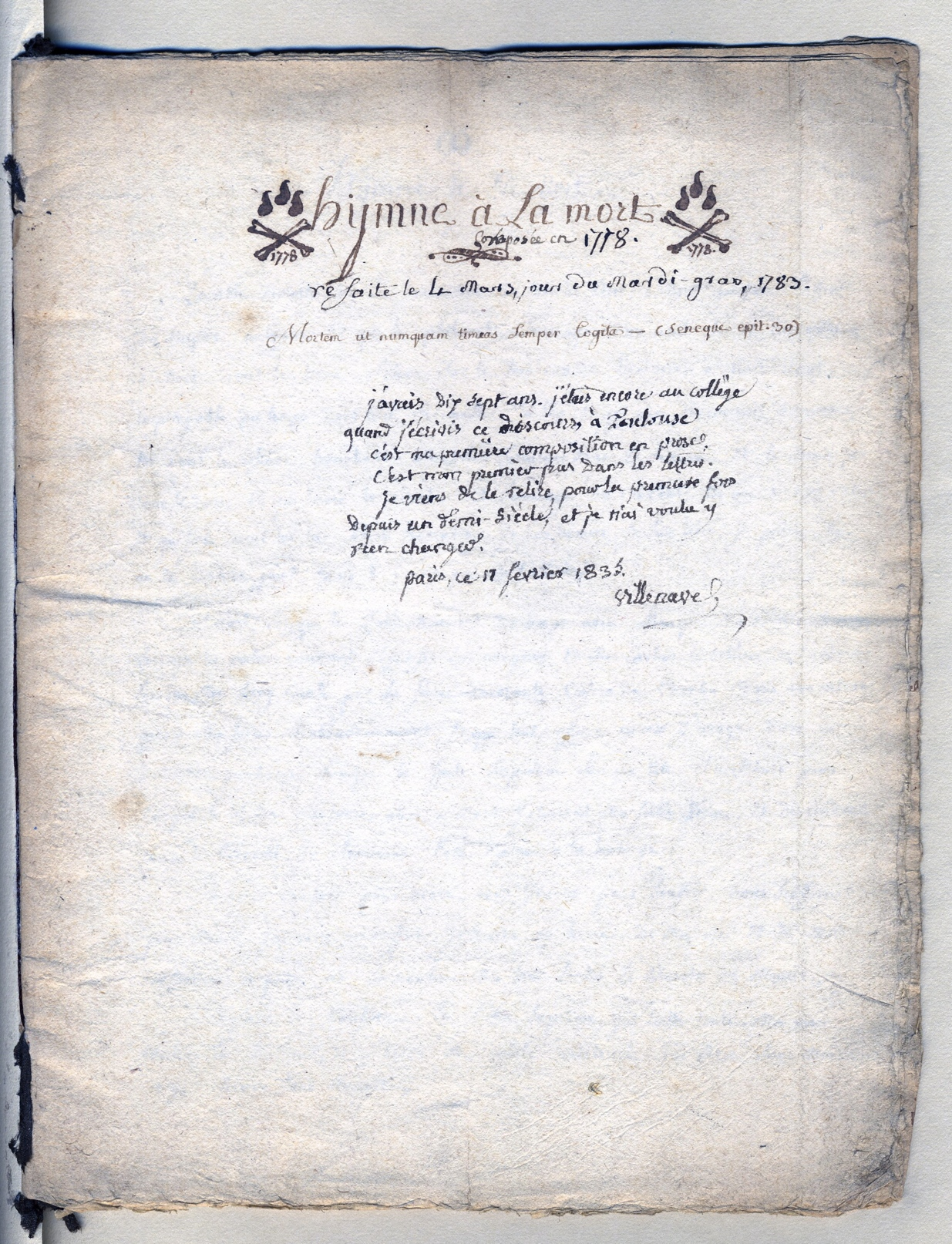
Page titre d’Hymne à la mort, tout premier manuscrit de Villenave, 1778.

- Ode sur le dévouement héroïque du prince Maximilien-Jules-Léopold de Brunswick, 1786.
- Relation du voyage des cent trente-deux Nantais envoyés à Paris, 1794.
- La Jacobiniade, poème héroi-comique sur l'horrible catastrophe des Jacobins, 1794.
- Vie d'Ovide, contenant des notions historiques et littéraires sur le siècle d'Auguste, 1809.
- Les Destins de la France dans les élections de 1815, 1815.
- Les Deux genres, 1834.
- Abélard et Héloïse, 1834.
- De l'Amour, considéré dans tout ce qu'il y a de grand et de beau. Fragment en vers, 1841.
- Extrait d’un poème sur la vie future, 1842.
- Société de la morale chrétienne, 1842.

## Signatures diverses
- Abbé de Villenave
- Citoyen Villenave
- Villenave Père
- Laporte aîné (pseudonyme)
- Nolin (pseudonyme)